# Menhit
Menhit (mnḥỉ.t) ókori egyiptomi oroszlánistennő. Neve jelentése: „a pusztító”. Háborúistennőként azt tartották róla, hogy az egyiptomi seregek előtt halad, és tüzes nyilaival lemészárolja az ellenséget, hasonlóan más háborúistenekhez. Sok oroszlánistennőhöz hasonlóan szoláris jellegű istenség is, azonosították a Napisten homlokán ágaskodó ureuszkígyóval.
Felső-Egyiptomban Edfuban tisztelték, kultusza ismert volt Alsó-Egyiptomban is, ahol összefüggésbe hozták Neithtel és Uadzsettel. Ahogy kultusza dél felé terjedt, azonosították a felső-egyiptomi háború-oroszlánistennővel, Szahmettel, de azonosították Muttal és Básztettal is; neve a görög korban előfordul Hathor jelzőjeként is. A 3. nomoszban, különösen Esznában Hnum feleségének és Heka anyjának tartották.